# Harveyville
Harveyville är en ort i Wabaunsee County i Kansas. Vid 2010 års folkräkning hade Harveyville 236 invånare.